# Чалмерс, Вики
Викто́рия (Ви́ки) Ча́лмерс (англ. Victoria (Vicki) Chalmers, урождённая Викто́рия (Ви́ки) А́дамс, англ. Victoria (Vicki) Adams; род. 16 ноября 1989, Эдинбург) — шотландская и британская кёрлингистка.
В составе женской сборной Великобритании участник зимних Олимпийских игр 2014 (бронзовые призёры) и 2018 (заняли четвёртое место) годов. В составе женской сборной Шотландии участница чемпионатов мира (лучший результат — чемпионы в 2013 году) и Европы (лучший результат — чемпионы в 2011 и 2017 годах). Шестикратная чемпионка Шотландии среди женщин. В составе юниорской женской сборной Великобритании участница зимних Универсиад (лучший результат — чемпионы в 2011 году). В составе юниорской женской сборной Шотландии трёхкратная чемпионка мира. Трёхкратная чемпионка Шотландии среди юниоров.
В «классическом» кёрлинге (команда из четырёх человек одного пола) в основном играла на позиции второго.

## Достижения
- Зимние Олимпийские игры: бронза (2014).
- Чемпионат мира по кёрлингу среди женщин: золото (2013), бронза (2017).
- Чемпионат Европы по кёрлингу: золото (2011, 2017), серебро (2012, 2013, 2015), бронза (2014, 2016).
- Чемпионат Шотландии по кёрлингу среди женщин: золото (2011, 2012, 2013, 2015, 2016, 2017), серебро (2019).
- Зимняя Универсиада: золото (2011).
- Чемпионат мира по кёрлингу среди юниоров: золото (2008, 2009, 2011).
- Чемпионат Шотландии по кёрлингу среди юниоров: золото (2008, 2009, 2011).

## Команды
| Сезон                                                 | Четвёртый       | Третий          | Второй           | Первый         | Запасной                      | Тренер                                    | Турниры                                                      |
| ----------------------------------------------------- | --------------- | --------------- | ---------------- | -------------- | ----------------------------- | ----------------------------------------- | ------------------------------------------------------------ |
| 2007—08                                               | Ив Мюрхед       | Керри Барр      | Вики Адамс       | Сара Макинтайр | Кей Адамс (ЧМЮ)               | Изобель Ханнен                            | ЧШЮ 2008 · ЧМЮ 2008                                          |
| 2008—09                                               | Сара Рид        | Кей Адамс       | Вики Адамс       | Сара Макинтайр | Laura Kirkpatrick             | Кит Прентис                               | ЗУ 2009 (4 место)                                            |
| 2008—09                                               | Ив Мюрхед       | Анна Слоун      | Вики Адамс       | Сара Макинтайр | Кей Адамс (ЧМЮ)               | Изобель Ханнен                            | ЧШЮ 2009 · ЧМЮ 2009                                          |
| 2009—10                                               | Анна Слоун      | Клэр Хэмилтон   | Вики Адамс       | Рианн Маклауд  |                               |                                           |                                                              |
| 2010—11                                               | Анна Слоун      | Лорен Грэй      | Вики Адамс       | Сара Макинтайр | Клэр Хэмилтон                 | Брэд Аскью                                | ЗУ 2011                                                      |
| 2010—11                                               | Ив Мюрхед       | Анна Слоун      | Вики Адамс       | Рианн Маклауд  | Элис Спенс (ЧМЮ)              | Гордон Мюрхед                             | ЧШЮ 2011 · ЧМЮ 2011                                          |
| 2010—11                                               | Анна Слоун      | Клэр Хэмилтон   | Вики Адамс       | Рианн Маклауд  | Ив Мюрхед (ЧМ)                | Изобель Ханнен                            | ЧШЖ 2011 · ЧМ 2011 (9 место)                                 |
| 2011—12                                               | Ив Мюрхед       | Анна Слоун      | Вики Адамс       | Клэр Хэмилтон  | Кей Адамс (ЧЕ) Келли Вуд (ЧМ) | Гордон Мюрхед                             | ЧЕ 2011 · ЧШЖ 2012 · ЧМ 2012 (6 место)                       |
| 2012—13                                               | Ив Мюрхед       | Анна Слоун      | Вики Адамс       | Клэр Хэмилтон  | Сара Рид (ЧЕ) Лорен Грэй (ЧМ) | Дэвид Хэй (все), Рона Мартин (ЧЕ)         | ЧЕ 2012 · ЧШЖ 2013 · ЧМ 2013                                 |
| 2013—14                                               | Ив Мюрхед       | Анна Слоун      | Вики Адамс       | Клэр Хэмилтон  | Лорен Грэй                    | Дэвид Хэй (ЧЕ), Рона Мартин (ЗОИ)         | ЧЕ 2013 · ЗОИ 2014                                           |
| 2014—15                                               | Ив Мюрхед       | Анна Слоун      | Вики Адамс       | Сара Рид       | Лорен Грэй (ЧЕ, ЧМ)           | Дэвид Хэй (ЧЕ, ЧМ)                        | ЧЕ 2014 · ЧШЖ 2015 · ЧМ 2015 (4 место)                       |
| 2015—16                                               | Ив Мюрхед       | Анна Слоун      | Вики Адамс       | Сара Рид       | Рэйчел Ханнен                 | Дэвид Хэй (ЧЕ, ЧШЖ), Рэйчел Ханнен (ЧМ)   | ЧЕ 2015 · ЧШЖ 2016 · ЧМ 2016 (5 место)                       |
| 2016—17                                               | Ив Мюрхед       | Анна Слоун      | Виктория Адамс   | Лорен Грэй     | Келли Шафер (ЧЕ, ЧМ)          | Гленн Ховард                              | ЧЕ 2016 · ЧШЖ 2017 · ЧМ 2017                                 |
| 2017—18                                               | Ив Мюрхед       | Анна Слоун      | Вики Адамс       | Лорен Грэй     | Келли Шафер                   | Гленн Ховард                              | ЧЕ 2017 · ЗОИ 2018 (4 место)                                 |
| 2018—19                                               | Дженнифер Доддс | Вики Адамс      | Вики Райт        | Лорен Грэй     |                               | Дэвид Мёрдок                              | КМ 2018/19 (1 этап) (6 место)                                |
| 2018—19                                               | Ив Мюрхед       | Дженнифер Доддс | Виктория Чалмерс | Лорен Грэй     | Вики Райт (ЧЕ, ЧШЖ)           | Гленн Ховард (ЧЕ, ЧШЖ), Дэвид Мёрдок (КМ) | ЧЕ 2018 (6 место) · КМ 2018/19 (2 этап) (4 место) · ЧШЖ 2019 |
| Кёрлинг среди смешанных команд (mixed curling, микст) |                 |                 |                  |                |                               |                                           |                                                              |
| 2013—14                                               | Грег Драммонд   | Вики Адамс      | Colin Howden     | Вики Райт      | Mhairi Baird                  |                                           | ЧШСК 2014 (9 место)                                          |

(скипы выделены полужирным шрифтом)

## Частная жизнь
В кёрлинг играла с детства, учась у родителей. Её старшая сестра Кей Адамс также профессионально занимается кёрлингом.
Вики изучает социологию и криминологию в Стерлингском университете.
В 2018 вышла замуж, сменила фамилию на Чалмерс.